# Relations entre l'Afrique du Sud et Cuba

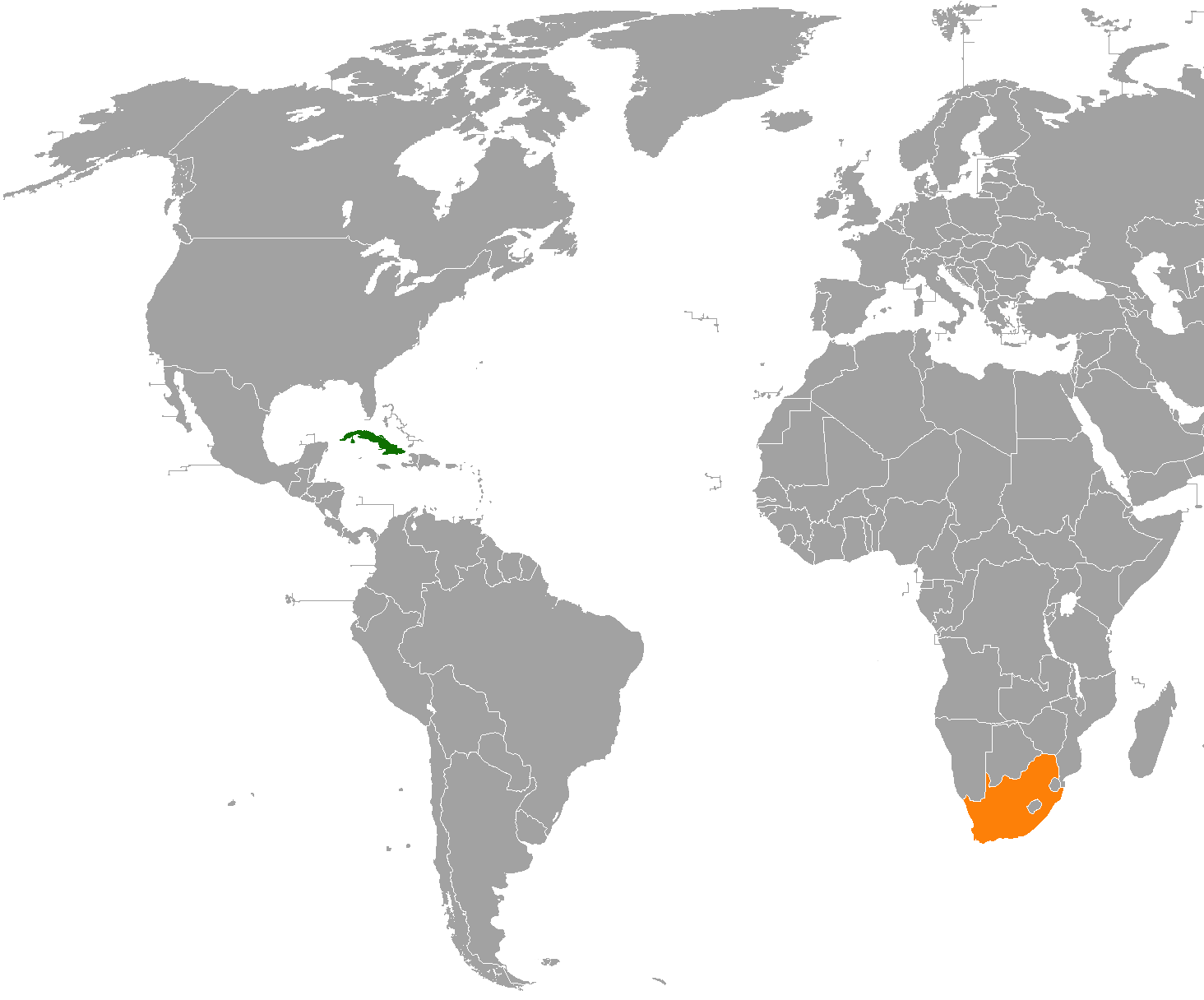
Cuba (vert) et l'Afrique du Sud (orange).

Les relations entre l'Afrique du Sud et Cuba, marquées par le soutien historique du gouvernement de Cuba au Congrès national africain de Nelson Mandela, se sont construites dans les années 1960 et 70 au titre de la lutte contre l'apartheid. 

## Historique
En 1975, Cuba, qui conseillait depuis dix ans le Mouvement populaire de libération de l'Angola (MPLA), envoie des conseillers militaires auprès du MPLA qui vient de prendre le pouvoir en Angola mais qui se retrouve confronté à une guerre civile, face à l’Union nationale pour l'indépendance totale de l'Angola (UNITA) de Jonas Savimbi, soutenue par l’armée sud-africaine. Jusqu’à 300 000 soldat cubains seront déployés en Angola, permettant, avec le soutien de l'URSS, le maintien du MPLA au pouvoir mais également de repousser les troupes de l'UNITA et des forces sud-africaines, qui occupent le sud de l’Angola. 
La bataille de Cuito Cuanavale, en janvier 1988, est le point culminant de treize années de guerre, de confrontations et d'intrusions cubaines et sud-africaines au sein de l'ancienne colonie portugaise. Par son importance, sa durée, le nombre de soldats et d’armement impliqués (notamment 5 000 soldats d’élites cubains et des avions de chasse soviétiques MIG-23), la bataille de Cuito Cuanavale est alors la plus grande opération militaire sur le continent depuis la Seconde Guerre mondiale. Au prix de plus de 4 000 morts, les Cubains et les Angolais mettent un coup d'arrêt à l’offensive de l’Unita et de l'armée sud-africaine vers Luanda. 
Le 20 juillet 1988, considérant les contacts diplomatiques déjà établies avec le gouvernement du MPLA, le soutien des États-Unis à la solution dite du « linkage » (indépendance de la Namibie contre retrait cubain d'Angola), l'Afrique du Sud accepte un accord en 14 points, négocié sous l'égide des Nations unies, avec l'Angola et Cuba. Parmi ceux-ci figure la mise en œuvre de la résolution 435 prévoyant des élections en Namibie sous le contrôle des Nations unies en contrepartie du repli du contingent cubain d'Angola, l'Afrique du Sud gagnant ainsi un règlement commun des deux conflits. 
L'arrangement adopté à Genève le 15 novembre 1988 et signé aux Nations unies, à New York, le 22 décembre consacre le lien entre le retrait simultané et progressif des 55 000 soldats cubains de l'Angola et l'application de la résolution 435 des Nations unies sur l'indépendance de la Namibie. L'armée sud-africaine évacue alors rapidement le sud-Angola et commence son retrait de la Namibie. Le retrait cubain de l'Angola s'organise sur 27 mois selon le calendrier approuvé par le Conseil de Sécurité. Contraint par les événements, le congrès national africain qui s'était replié sur l'Angola après la signature des accords de Nkomati entre l'Afrique du Sud et le Mozambique (1984), est obligé d'annoncer le 10 janvier 1989, le retrait de ses bases militaires d'Angola.
Nelson Mandela considère que le gouvernement sud-africain a connu un échec à Cuito Canavale et que c'était « le tournant dans la libération du continent du fléau de l’apartheid ». 
Les noms des soldats cubains morts en Angola seront inscrits plus tard, avec ceux des Sud-africains ayant combattu la domination coloniale puis ceux ayant combattu contre l'apartheid, sur le mur de Sikhumbhutodu au Freedom Park, à Pretoria.
En 1991, Cuba est l'un des premiers pays où se rend Nelson Mandela, après sa libération de prison, afin de remercier Fidel Castro pour son soutien militaire. Il y déclare notamment que « L'intervention de Cuba en Angola et la défaite de l'armée sud-africaine ont contribué à détruire le mythe de l'invincibilité de l'oppresseur blanc et inspiré les masses dans la lutte pour la liberté.» .
Lors de la prestation de serment de Nelson Mandela à la présidence sud-africaine en mai 1994, Fidel Castro figure parmi les invités au premier rang.
Après la fin de l'apartheid, les deux gouvernements se rapprochent autour d'un programme de coopération médicale qui vise à former des étudiants sud-africains en médecine à Cuba. En outre, des équipes médicales cubaines (composées en 2020 de 200 médecins) se trouvent en permanence en Afrique du Sud. Celles-ci sont renforcées en avril 2020 par l'arrivée de 200 médecins supplémentaires pour faire face à la crise sanitaire causée par la pandémie de Covid-19.